# Романов Віталій Миколайович
Віталій Миколайович Романов (нар. 12 лютого 1980) — український футбольний арбітр, арбітр ФІФА.

## Біографія
1997 року розпочав арбітраж аматорів регіональних змагань, з 1999 року — чемпіонату серед аматорів, з 2001 року — другої ліги, з 2007 року — першої ліги. З 2011 року обслуговує матчі Прем'єр-ліги, першим із яких став поєдинок між «Волинню» та «Арсеналом» (0:0) у 21-му турі сезону 2010/11, в якій він показав 7 жовтих карток.
28 липня 2019 року обслуговував матч за Суперкубок України між київським «Динамо» та донецьким «Шахтарем», в якому перемогу святкували кияни 2:1.
4 липня 2020 року Романов в матчі чемпіонату між київським «Динамо» та донецьким «Шахтарем» вилучив захисника киян Йосипа Пиварича, показавши таким чином 25 червону картку господарям матчу в Прем'єр-лізі України і встановив рекорд УПЛ за цим показником. До цього лідерство займав Віталій Годулян — 24 вилучення.
27 листопада 2023 року в ході матчу 15-го туру Прем'єр-ліги «Верес» – «Металіст 1925» Романов вилучив з гри Ігоря Курила. Таком чином загальна кількість червоних карток, які Романов показував гравцям УПЛ, збільшилася до 70-ти, випередивши за цим показником попереднього рекордсмена Віталія Годуляна, який показав 69 червоних карток у чемпіонаті за кар'єру.

## Особисте життя
Освіта — вища. Закінчив Український державний хіміко-технологічний університет і Дніпропетровський університет економіки та права.
Має молодшого брата Дениса (нар. 1985), який також став футбольним арбітром і обслуговує ігри нижчих дивізіонів..